# Beringin Tinggi
Beringin Tinggi is een bestuurslaag in het regentschap Merangin van de provincie Jambi, Indonesië. Beringin Tinggi telt 685 inwoners (volkstelling 2010).